# クレートーン
クレートーン（古希: Κρήθων, Krethōn）は、ギリシア神話の人物である。長母音を省略してクレトンとも表記される。メッセニア地方の都市パライの王ディオクレースの子で、オルティロコスと双子の兄弟。またアンティクレイアという妹もいた。クレートーンとともに軍事全般に精通し、老将ネストール率いるメッセニア勢の武将としてトロイア遠征軍に加わったが、いずれもアイネイアースによって討たれた。ホメーロスは2人の死を人間の家畜小屋から家畜をかすめ取ったために人間に殺される2頭のライオンに喩え、また2人が倒れる様をモミの大木が倒れる様に喩えている。